# 327 (số)
327 (ba trăm hai mươi bảy) là một số tự nhiên ngay sau 326 và ngay trước 328.